# Carlo Emery
Pour les articles homonymes, voir Emery.
Carlo Emery est un médecin et un entomologiste italien né le 25 octobre 1848 à Naples et mort le 11 mai 1925 à Bologne.

## Biographie
Ses parents sont d’origine suisse mais naturalisés italiens. Il se consacre à l’étude des fourmis. Il étudie la médecine et décide, en 1872, de se spécialiser en ophtalmologie mais, attiré par les sciences naturelles, il devient professeur de zoologie à l’université de Cagliari en Sardaigne (1878-1881). Après la mort de son père, il s’installe à Bologne où il occupe la chaire de zoologie de l’université de la ville, fonction qu’il occupe jusqu’à sa retraite.
Polyglotte (il parle couramment l’italien, le français, l’anglais, l’allemand et l’espagnol et lie plusieurs autres langues dont le russe), dessinateur talentueux (il illustre lui-même ses travaux), il est l’auteur de nombreuses publications dont un manuel de zoologie (réédité en 1904), des monographies sur le genre de poisson Fireasfer (1880), sur l’anatomie des vipères (1873) et sur la bioluminescence des Lampyridae (1884). Emery est l’auteur de plus de 300 publications en entomologie qu’il consacre principalement aux Formicidae, surtout sur les aspects taxinomiques, morphologiques et biogéographiques, qui englobent 130 genres, 1 057 espèces, 265 sous-espèces et variétés de Formicidae (hyménoptère). Parmi ses publications majeures, il faut citer Fauna Entomologica Italiana. Formicidae (1926) et Beiträge zur Monographie der Formiciden des palaearktischen Faunengebietes (1908-1912). Il signe la partie consacrée à ces insectes dans Genera insectorum (1910-1925) de Philogène Auguste Galilée Wytsman (1866-1925). En 1906, alors qu’il séjournait en Suisse, il est victime de plusieurs attaques d’apoplexie qui le rendent paralysé du côté droit. Il apprend alors à écrire et à dessiner de sa main gauche et fait paraître ainsi Compendio di Zoologia.
Sa collection de fourmis est conservée au Museo G. Doria, le muséum d'histoire naturelle de Gênes et sa collection de coléoptères au muséum de Rome. Il est vice-président de la Société entomologique d’Italie de 1903 à 1917.